# Șușița (Siret)
Șușița je desna pritoka rijeke Siret u Rumunjskoj. Ulijeva se u Siret u Doagi. Protječe kroz sljedeće gradove i sela, od izvora do ušća: Rucăreni, Dragosloveni, Rotileștii Mari, Câmpuri, Gogoiu, Răcoasa, Varnița, Repedea, Panciu, Satu Nou, Tișița i Doaga. Duljina joj je 75 km, a površina porječja 385 km2.

## Pritoke
Sljedeće rijeke su pritoke rijeke Șușița (od izvora do ušća):
- Lijeve: Dragomira, Soveja, Chiua, Dumicuș, Cremeneț, Alba, Verdea, Repejoara (ili Pârâul Repede), Punga, Aluna, Ernatica, Gâsca (ili Pârâul lui Gâscă), Pârâul lui Pricop, Repedea (ili Valea Rea), Valea Îngustă, Volădanu, Hăulița
- Desne: Păcura, Furtuneasca, Rotilași, Sărățelu, Pârâul Sărat, Pârâul Găii, Flâmânda, Podobitu, Giurgea, Pârâul lui Găman, Vizontea, Mireanu, Glăznescu, Ciubotaru, Chinu, Pârâul Văii, Varnița